# 鶯宿温泉
鶯宿温泉（おうしゅくおんせん）は、岩手県岩手郡雫石町（旧国陸奥国、明治以降は陸中国）にある温泉。雫石盆地の南西隅に位置する。

## 泉質
- 硫黄泉
  - 源泉温度57 - 62℃

## 温泉街
鶯宿川の両岸にホテルや旅館、民宿が立ち並ぶ。規模の大きなホテルから、自炊部を備えた湯治を行える旅館まで存在する。
温泉街にはかつて、けんじワールドという屋内に海岸を再現した遊泳施設が存在し、日帰り入浴温泉施設も併設されていた。現在はガーデニング公園｢フラワーガーデン森の風｣にリニューアルされ、日帰り入浴については併設されている「ホテル森の風鶯宿」本館にて対応している。
鶯宿温泉観光協会に併設して町営の共同浴場があり、現在では町民以外の入浴も可能となっている。

## 歴史
天平年間に加賀国の農夫によって発見されたという。開湯伝説によれば、ウグイスが川床で傷を癒しているところを加賀国から移住してきた木樵「助」と名乗る男が発見したと伝えられ、以後は近郷の僧侶の助力もあり、庶民の湯治場として整備し、ウグイスの伝説に因み、鶯宿と名乗るようになった。
戦後は、盛岡市の急速な都市化に伴い、奥座敷としても発展していった。今日では昔ながらの湯治場のスタイルと比較的大規模な旅館が林立する行楽温泉の二面性を持っている。
2009年（平成21年）4月に、温泉街中心部の廃墟旅館を撤去し、足湯のある「うぐいす湯の里公園」が開園した。現在1年間で約17,000人の来園者を数えている。
2018年（平成30年）には、秋田共栄観光が秋田県や青森県で経営するホテル5軒で低廉な価格でフグ料理を提供するために、同社の子会社である一山商事を通して、鶯宿温泉の廃業したホテルの温泉水を利用して温泉トラフグの養殖を開始した。温泉トラフグは2019年6月から雫石町のふるさと納税の返礼品に追加され、同年9月6日に鶯宿温泉 川長でお披露目・試食会が開かれた。なお、同年に養殖の様子を撮った写真が「水を吐くフグ」としてTwitter（現・X）で注目を浴びた。

## 周辺観光施設
- フラワー&ガーデン森の風
- 八幡平カントリークラブ
- YU-YUファーム